# Koen Meersseman

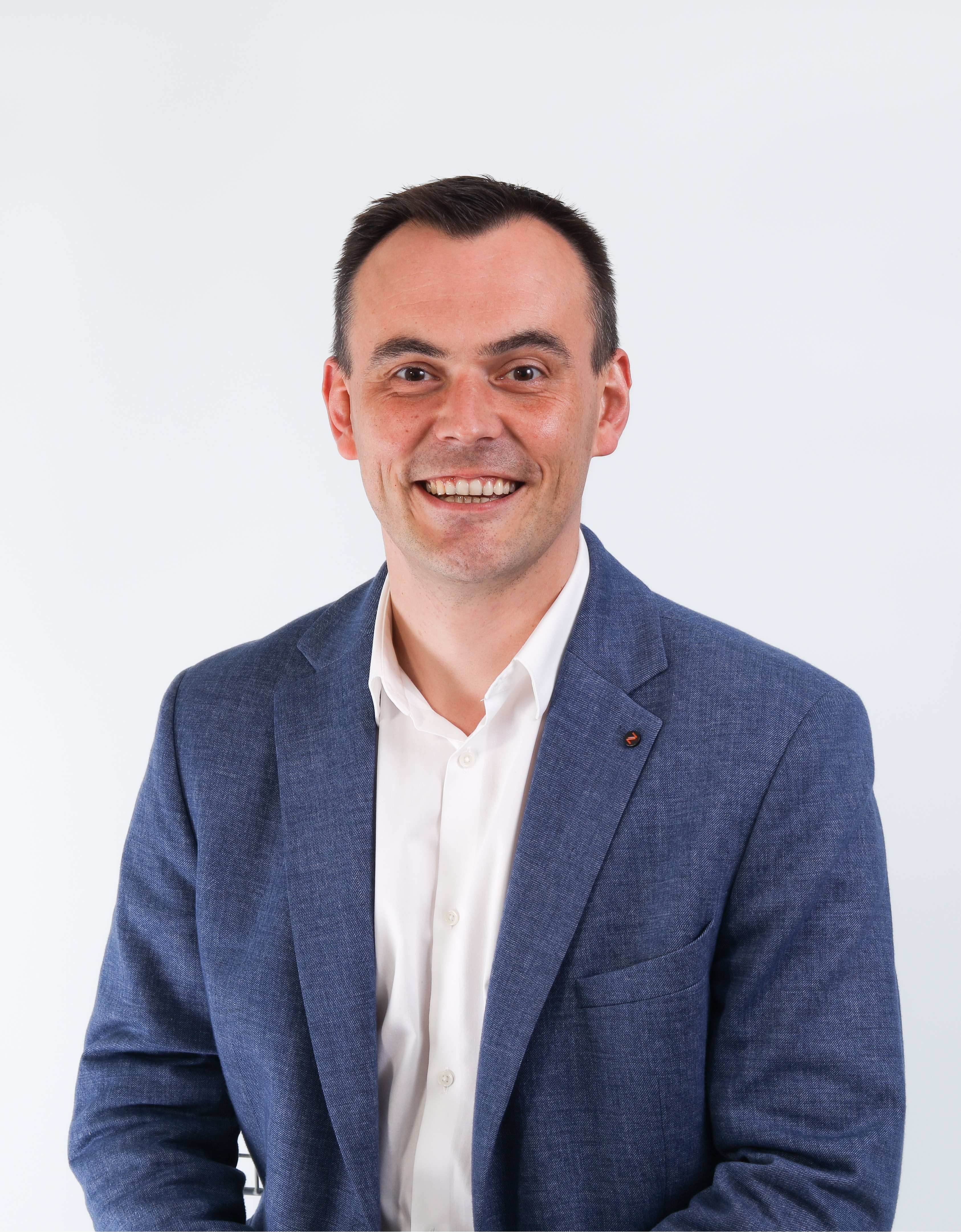
Koen Meersseman

Koen Meersseman (Ieper, 18 februari 1985) is een Belgisch politicus  en ondernemer voor cd&v. Hij is sinds december 2024 burgemeester van Zonnebeke.

## Opleiding
Meersseman studeerde in het secondair onderwijs aan het Sint-Vincentiuscollege te Ieper. Hij behaalde vervolgens een bachelor Marketing aan de Artevelde Hogeschool te Gent. Vervolgens studeerde hij Internationaal Management aan de Fachhochschule Deggendorf in Duitsland. Hij voltooide zijn opleiding met een master in Strategisch Management aan de Hogeschool Gent.

## Professionele Carrière
Meersseman startte zijn loopbaan bij Sioen Industries waarna hij de overstap maakte naar de farmaceutische sector waar hij achtereenvolgens werkzaam was bij Arseus, Fagron en Eureka Pharma. Toen hij in 2018 werd verkozen tot schepen stapte hij in 2019 over naar de politiek. Hij werd schepen in Zonnebeke en parlementair medewerker van Vlaams Volksvertegenwoordiger Bart Dochy.

## Politieke Carrière
Meersseman begon zijn politieke loopbaan in 2006 bij de gemeenteraadsverkiezingen in Zonnebeke, waar hij voor CD&V 465 voorkeurstemmen behaalde vanaf de 16de plaats. Hij was actief binnen de partij als lokaal jongerenvoorzitter en later als regiovoorzitter van de CD&V-jongeren in de Westhoek.
Bij de gemeenteraadsverkiezingen van 2012 stond hij op de 8ste plaats van de CD&V-lijst en werd verkozen met 597 voorkeurstemmen. Hij werd als 4de op zijn lijst verkozen in de gemeenteraad.
In 2018 was hij een van de drijvende krachten achter de vorming van Team8980, een samenwerking tussen CD&V, Open Vld en onafhankelijken. Als lijstduwer behaalde hij 1.227 voorkeurstemmen en werd de derde verkozene van de gemeente.
In 2024 nam hij voor de vierde maal deel aan de gemeenteraadsverkiezingen, ditmaal vanaf de derde plaats op de Team8980-lijst. Ondanks het verdwijnen van de opkomstplicht en met een opkomst van 67,2 procent en 6.650 kiezers behaalde hij 1.987 voorkeurstemmen en werd zo de populairste verkozene en aangesteld als burgemeester van Zonnebeke.
Sinds 2019 is Meersseman werkzaam als inhoudelijk parlementair medewerker voor Vlaams Volksvertegenwoordiger Bart Dochy in het Vlaams Parlement.

## Maatschappelijke engagementen
in zijn jeugdjaren was Meersseman actief als leider bij Chiro Beselare. In 2007 was hij mede-oprichter van Bezemrock, een muziekfestival dat sindsdien jaarlijks in Beselare plaatsvindt. Tijdens zijn studententijd was hij in het academiejaar 2007-2008 Praeses van studentenclub Internia.
Later, als schepen van jeugd, realiseerde hij de renovatie van de oude gemeenteschool in Beselare, die werd omgevormd tot een multifunctioneel centrum voor lokale verenigingen.

## Publicaties

Toveresje Mia - ISBN 9789083295008

Meersseman schreef samen met zijn zus het kinderboek "Toveresje Mia". Het boek is het eerste deel van wat bedoeld is als een reeks over een jong heksje. Het verhaal volgt de avonturen van Mia, een vijfjarig meisje dat ontdekt dat ze een heks is.